# Гусейнов, Эльман Сулейман оглы
Эльман Сулейман оглы Гусейнов (азерб. Elman Süleyman oğlu Hüseynov; 28 февраля 1952, Азадкаракоюнлу, Тертерский район, Азербайджанская Советская Социалистическая Республика — 14 января 1993, Азадкаракоюнлу, Тертерский район, Азербайджан) — азербайджанский военный, Национальный герой Азербайджана.

## Ранняя жизнь и образование
Гусейнов родился 28 февраля 1952 года в селе Азадкаракоюнлу Тертерского района. В 1958–1968 годах учился в средней школе села Карагоюнлу. Он поступил на гидромелиоративный факультет Азербайджанского государственного политехнического института в 1968 году и окончил его в 1973 году по специальности инженер. В 1973–1975 годах служил лейтенантом в городе Акалкалаки, Грузия.
В 1980–1982 годах учился в Бакинской высшей партийной школе. В 1982–1985 годах работал председателем Комитета народного контроля Тертерского района, в 1985–1988 годах — первым заместителем председателя Исполнительного комитета народных депутатов Тертерского района, в 1988–1990 годах — начальником Тертерчайского управления по разработке гидроокиси, а затем инструктором. в обкоме партии. Несколько раз избирался в областной совет.
С отличием окончил Институт управления народным хозяйством при Кабинете Министров.
Был женат, имел троих детей.

## Первая карабахская война
Хотя Гусейнов работал на высоких государственных должностях, он обратился в Министерство обороны Азербайджана с просьбой о добровольном учреждении лагеря для защиты Тертера в 1991 году; в сентябре 1991 года он стал начальником штаба самообороны Тертера, в ноябре 1991 года — командиром территориального батальона самообороны. Принимал активное участие в боевых действиях у Мардакерта и окрестных населённых пунктов. В результате боевых действий под его личным руководством ряд солдат армянской стороны были убиты, а их техническое оснащение повреждено.
Был дважды ранен в боях. 14 января 1993 года погиб в бою у села Ванклу.

## Достижения
Эльману Гусейнову посмертно присвоено почетное звание «Национальный герой Азербайджана» Указом президента № 262 от 15 января 1995 года.
Похоронен в селе Гарагоюнлу Тертерского района. Его именем названы одна из улиц Тертера и музей.